# Sumatra
Sumatra (en indonesio: Sumatera) es una gran isla del Sudeste Asiático localizada en aguas del océano Índico y perteneciente a Indonesia. Con una superficie de 473 605 km², es la sexta isla más grande del mundo y la mayor isla de Indonesia.
En el año 2020 tenía una población de 58 557 211 habitantes (el 22% de la población total de Indonesia) y la ciudad más grande era Medan con 2 109 330 de habitantes. Se cree que el 87 % de la población de Sumatra son musulmanes.
Sumatra tiene una gran variedad de especies vegetales y animales, pero ha perdido casi el 50 % de su selva tropical en los últimos 35 años y tiene muchas
especies en peligro crítico de extinción, como el tigre de Sumatra, el rinoceronte de Sumatra y el orangután de Sumatra.
Hay evidencias de asentamientos de colonos en Sumatra del año 500 a. C. y en la isla florecieron varios reinos importantes. Yi Ching, un monje budista chino, estudió sánscrito y pasó cuatro años de su vida trabajando en Palembang. El viajero Marco Polo visitó la isla en 1292.

## Etimología
Sumatra era conocida en la antigüedad con los nombres en sánscrito de Swarnadwīpa («Isla de Oro») y Swarnabhūmi («Tierra de Oro»), debido probablemente a los depósitos de oro de las tierras altas de la isla. La primera obra que menciona el nombre de Sumatra fue el nombre srivijayano de Haji (rey) Sumatrabhumi («El rey de la tierra de Sumatra»), que envió un emisario a China, en 1017. Los geógrafos árabes, entre los siglos X-XIII, llamaban a la isla Lamri (Lamuri, Lambri o Ramni), en referencia a un reino cerca de la actual Banda Aceh, que fue el primero en el que desembarcaron sus comerciantes.
A finales del siglo XIV el nombre de Sumatra se hizo popular, en referencia al Reino de Samudra Pasai, que era una potencia en ascenso, hasta que fue sustituido por el sultanato de Aceh. El sultán Alauddin Shah de Aceh, en cartas escritas en 1602 dirigidas a la reina Isabel I de Inglaterra, se refería a sí mismo como «rey de Aceh y Samudra». La palabra, también en sánscrito de Samudra, (समुद्र), significa «reunión juntas de las aguas, mar u océano».
Después de la llegada del Islam en el siglo XIII, la isla también fue llamada por los viajeros musulmanes como Andalas, una voz derivada de al-Ándalus, para comparar los florecientes reinos islámicos de Sumatra en el extremo oriental del mundo musulmán como reflejo de la España musulmana en extremo oeste. Los escritores europeos en el siglo XIX descubrieron que los indígenas no tenían un nombre para su isla.

## Geografía

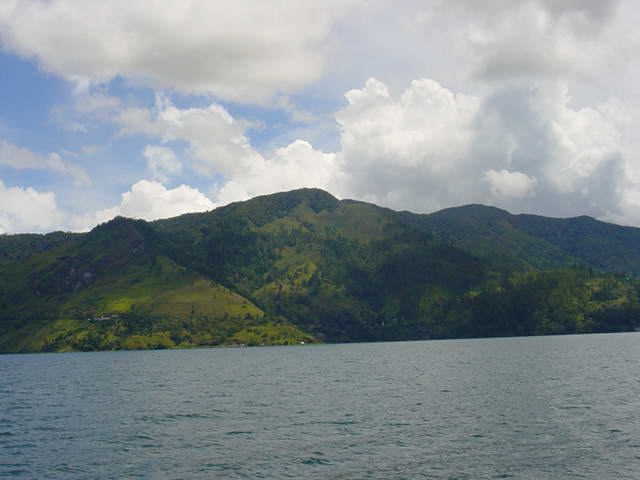
Vista del lago Toba.

El eje mayor de la isla, de unos 1790 km de longitud, va aproximadamente de noroeste a sureste, cruzando el Ecuador cerca del centro. En su punto más ancho la isla tiene 435 km. El interior de la isla está dominado por dos regiones geográficas: las montañas Barisan, en la parte oeste, y las llanuras pantanosas, en la este.
La isla está en la parte noroccidental del archipiélago malayo y forma parte del grupo de islas mayores de la Sonda. La isla está en el océano Índico y tiene como límites
- al sureste, el estrecho de la Sonda, que la separa de la isla de Java;
- al norte, el estrecho de Malaca, que la separa de la península Malaya;
- al este, el estrecho de Karimata la separa de la gran isla de Borneo;
- al oeste, el estrecho de Mentawai la separa de las pequeñas islas Mentawai, y otros pequeños estrechos la separan de las islas de Simeulue, islas Banyak, Nias, islas Batu, Mega y Enggano.

La espina dorsal de la isla es la cadena de las montañas Barisan, siendo el punto más alto, el volcán activo monte Kerinci (con 3805 m), que se encuentra aproximadamente en el punto medio de la cordillera. La actividad volcánica de esta región la dota de tierra fértil y bellos paisajes, por ejemplo, los alrededores del lago Toba. También contiene depósitos de carbón y de oro. La actividad volcánica se debe a que Sumatra está en el «anillo de fuego del Pacífico», siendo también la razón por la cual Sumatra ha tenido algunos de los terremotos más poderosos jamás registrados: en 1833, 2004, 2005 y septiembre de 2007.
Al este, varios grandes ríos acarrean limo de las montañas y forman las vastas tierras bajas, una región salpicada de charcas y áreas pantanosas. A pesar de ser en su mayoría inadecuada para el cultivo, en la actualidad la zona es de gran importancia económica para Indonesia, ya que produce aceite «por encima y por debajo del suelo»: el aceite de palma y el petróleo.
Sumatra es el mayor productor de café de Indonesia. Algunos agricultores pequeños cultivan café arábigo (Coffea arabica) en las tierras altas, mientras que el robusta (Coffea canephora) se encuentra en las tierras bajas. El café arábigo de las regiones de Gayo, Lintong y Sidikilang es habitualmente procesado usando la técnica del Giling Basah (descortezado en húmedo), lo que le da un cuerpo pesado y baja acidez.
La mayor parte de Sumatra solía estar cubierta por selva tropical, hogar para especies como el orangután, el tapir, el rinoceronte de Sumatra y el tigre de Sumatra, y algunas plantas únicas, como la rafflesia. Desafortunadamente, el desarrollo económico junto con la corrupción y la tala ilegal han amenazado gravemente su existencia. Incluso ni las áreas protegidas se han salvado de la destrucción.
La isla, por altitud, es la quinta más elevada del mundo y la tercera en el archipiélago indonesio.

### División administrativa
La isla de Sumatra pertenece a Indonesia y, administrativamente, está dividida en las siguientes provincias (algunas incluyen islas menores cercanas):
- Aceh (capital: Banda Aceh);
- Bangka-Belitung (capital: Pangkal Pinang);
- Bengkulu (capital: Bengkulu);
- Jambi (capital: Jambi);
- Lampung (capital: Bandar Lampung);
- Riau (capital: Pekanbaru);
- Islas Riau (capital: Tanjung Pinang);
- Sumatra Occidental o Sumatra Oeste (Sumatera Barat) (capital: Padang)
- Sumatra Meridional o Sumatra Sur (Sumatera Selatan) (capital: Palembang);
- Sumatra Septentrional o Sumatra Norte (Sumatera Utara) (capital: Medan).

### Ciudades más grandes

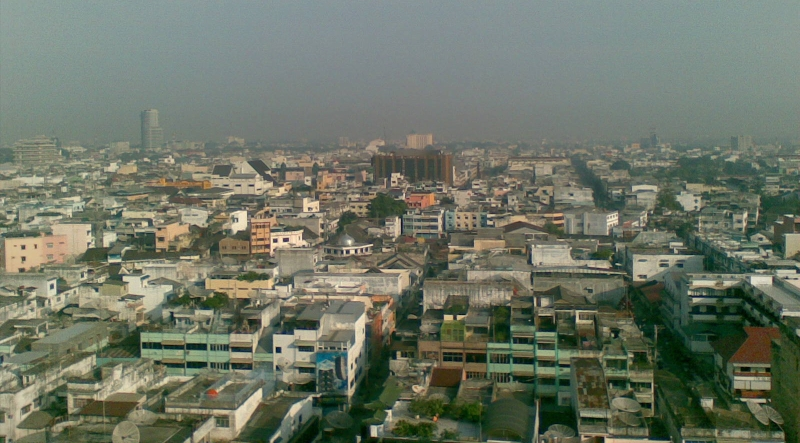
Medan, la capital de la provincia de Sumatra Septentrional

Las mayores áreas urbanas de Sumatra por población, tomando como referencia los cálculos de 2009 elaborados por The World Gazetteer, son las siguientes:
| Puesto | Ciudad                              | Provincia             | Población |
| ------ | ----------------------------------- | --------------------- | --------- |
| 1      | Medan (capital provincial)          | Sumatra Septentrional | 1 770 000 |
| 2      | Palembang (capital provincial)      | Sumatra Meridional    | 1 277 000 |
| 3      | Padang (capital provincial)         | Sumatra Occidental    | 986 000   |
| 4      | Bandar Lampung (capital provincial) | Lampung               | 940 000   |
| 5      | Pekanbaru (capital provincial)      | Riau                  | 796 000   |
| 6      | Jambi (capital provincial)          | Jambi                 | 457 000   |
| 7      | Bengkulu (capital provincial)       | Bengkulu              | 386 000   |
| 8      | Banda Aceh (capital provincial)     | Aceh                  | 295 000   |
| 9      | Pematang Siantar                    | Sumatra Septentrional | 205 000   |
| 10     | Lubuklinggau                        | Sumatra Meridional    | 201 000   |

### Demografía
Sumatra no está muy densamente poblada (45 millones de personas en un área mayor que Alemania). Las regiones más populosas incluyen la mayoría de Sumatra Utara y la tierra alta central en Sumatra Barat, mientras que los mayores centros urbanos son Medan y Palembang.
La población es de origen malayo compuesta de muchas tribus diferentes, que hablan 52 lenguajes diferentes. La mayoría de esos grupos, sin embargo, comparten tradiciones muy similares y las diferentes lenguas están muy relacionadas. La población malayoparlante domina la costa este, mientras que la población del sur y del interior central habla lenguajes relacionados con el malayo, tales como el Lampung y el Minangkabau. La tierra alta de Sumatra del norte está habitada por los bataks, mientras que la costa norte está dominada por los acehs. Minorías étnicas chinas están presentes también en los centros urbanos.
Una mayoría de la población en Sumatra son musulmanes. La mayoría de los bataks del centro son cristianos protestantes —la religión fue extendida por los holandeses. El resto sigue el hinduismo, budismo, catolicismo y creencias tradicionales chinas.

## Historia
Un antiguo nombre para Sumatra fue Swarna Dwipa, o Isla de Oro, aparentemente basado en el hecho de que minas de las tierras altas de Sumatra exportaban oro desde épocas bastante tempranas.
Con su localización en la ruta comercial entre India y China, florecieron varias villas comerciales, especialmente en la costa este, y fueron influenciadas por las religiones indias. La más notable de ellas es la Srivijaya, una monarquía budista con centro en lo que ahora es Palembang. Dominando la región mediante el comercio y la conquista durante los siglos del VII al IX, el reino ayudó a extender la cultura malaya por todo Sumatra, la península Malaya y el oeste de Borneo. El imperio es talasocrático, sin embargo, significando que no extendía su influencia muy lejos de la zona costera.
La influencia de Srivijaya se desvaneció en el siglo XI. La isla fue sujeta a conquista desde los reinos javaneses, primero Singhasari y después Majapahit. Al mismo tiempo, el islam viajó hasta Sumatra, extendiéndose a través de contactos con comerciantes árabes e indios.
Al final del siglo XIII, el monarca del reino de Samudra (ahora en Aceh) se había convertido al islam. Ibn Battuta, que visitó el reino durante su viaje, pronunció el nombre del reino "Sumatra", de ahí el nombre de la isla. Samudra fue sucedido por el poderoso sultanato de Aceh, que sobrevivió hasta el siglo XX.
En el año 1509 llegaron a la isla los portugueses bajo las órdenes de Figueira. Y en 1511 después de la conquista de Malaca, los portugueses fundaron algunos establecimientos, pero los sultanes de Achim y Padang destruyeron dichas colonias en 1523.
El navegante holandés Hautman había intentado entablar relaciones en 1599 con Achim, pero este empeño le costó la vida.
En 1600 la Compañía Holandesa de las Indias Orientales se apoderó de algunos puntos de la isla, estableciendo en 1618 la factoría de Djambai, y dos años después otras en el reino de Palembang.
En 1662 la Compañía Holandesa impuso un tratado con la reina de Achim con el objetivo de formar un protectorado en aquella región. De esta manera la compañía se reservó el exclusivo comercio de la costa suroeste de la isla.
Más tarde, entre 1664 y 1669, se construyeron las factorías de Padang, Baros, Adjis y Lampong.
Mientras tanto los ingleses, que ya en 1685 se establecieron en Benkulen, tuvieron que soportar numerosos conflictos armados con los holandeses y nativos del lugar.
En el año 1811 fueron asesinados los empleados y soldados holandeses del fuerte de Palembang. Este atentado cometido por la gente del sultán de Palembang tuvo como consecuencia una sangrienta guerra. La lucha duró hasta 1821, perdiendo el sultán su libertad y todos sus estados.
En 1824 Inglaterra renunció a sus posesiones de Sumatra, a cambio del territorio que Países Bajos poseía en Malaca.
En 1835 volvió a turbarse la paz en la isla como consecuencia de las predicciones de tres peregrinos de La Meca. El gobierno holandés acabó con los insurgentes, y esta guerra arruinó definitivamente el ya mermado poder político de los sultanes de Menangkabo. En 1850 se sometió Palembang, en 1856 la provincia de Lampong, en 1857 los países de Djambi e Indraguiri, en 1861 Labong y de 1864 a 1868 los territorios del lago Rendau y Pasunrah.
Países Bajos sostuvo una guerra hasta 1874 con el objetivo de someter el reino de Achim, protegido por Inglaterra hasta 1872, y cedido a cambio de las posesiones de Guinea.

### Economía durante la ocupación holandesa

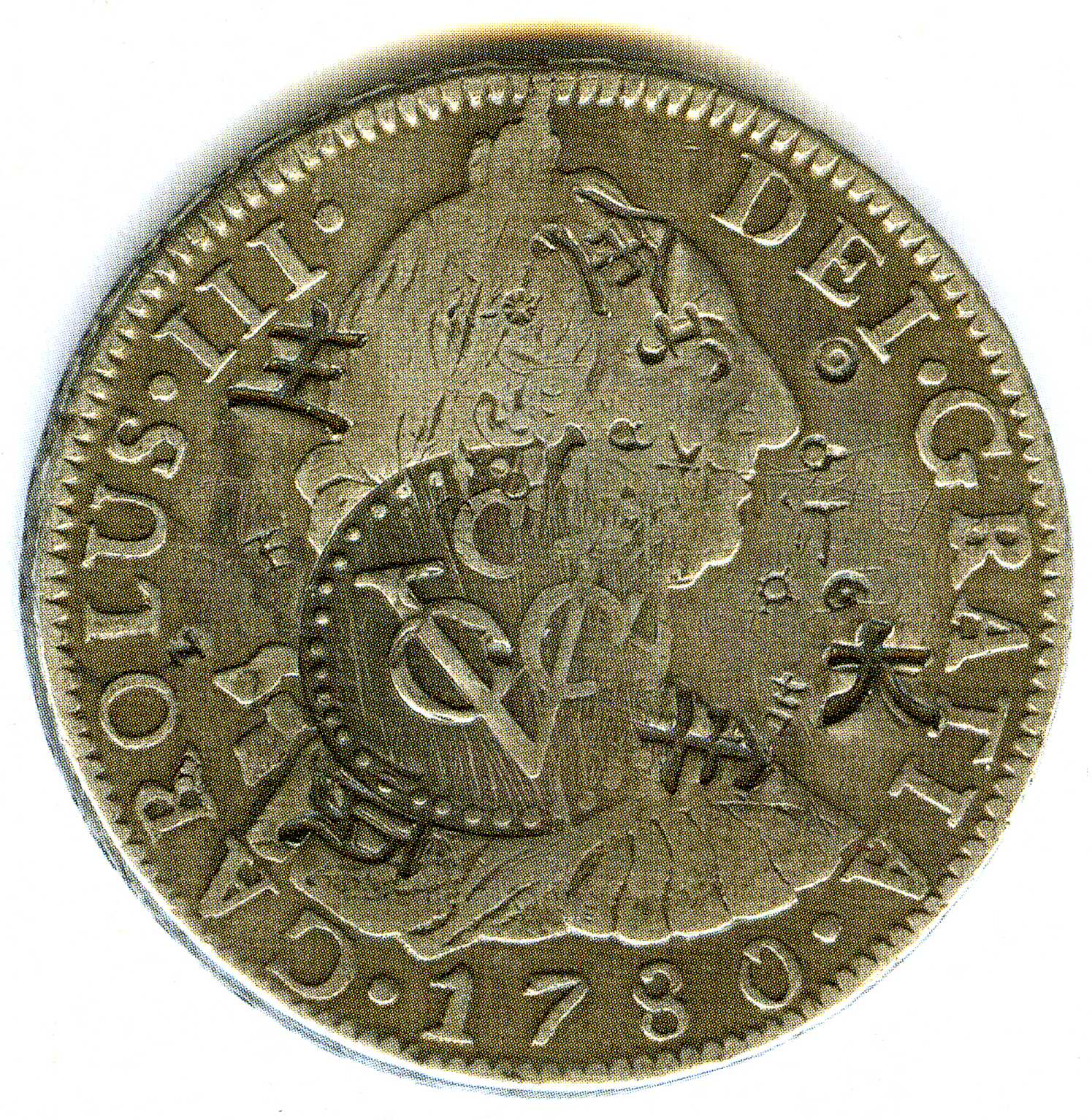
Moneda española resellada por la Compañía Holandesa para su circulación en Sumatra.

Durante la ocupación de este territorio por parte de la Compañía Holandesa de las Indias Orientales (Vereenigde Oostindische Compagnie o VOC) era común la utilización de diferentes monedas extranjeras. Para garantizar su circulación se estamparon diferentes contramarcas sobre piezas de 8 reales españoles, 5 francos franceses y talers de María Teresa I de Austria. La contramarca consistía en un punzón circular de 14 a 17 milímetros que llevaba las siglas «VOC».

## Flora y fauna
- Tigre de Sumatra
- Orangután
- Rinoceronte de Sumatra
- Tapir malayo
- Jabalí barbudo
- Gibón ágil
- Cálao bicorne
- Martín pescador azulado
- Locha payaso
- Rafflesia
- Orang Pendek